# Позиційна війна

Траншеї, в яких веде боротьбу 11-тий Чеширський полк, Битва на Соммі, липень 1916 року

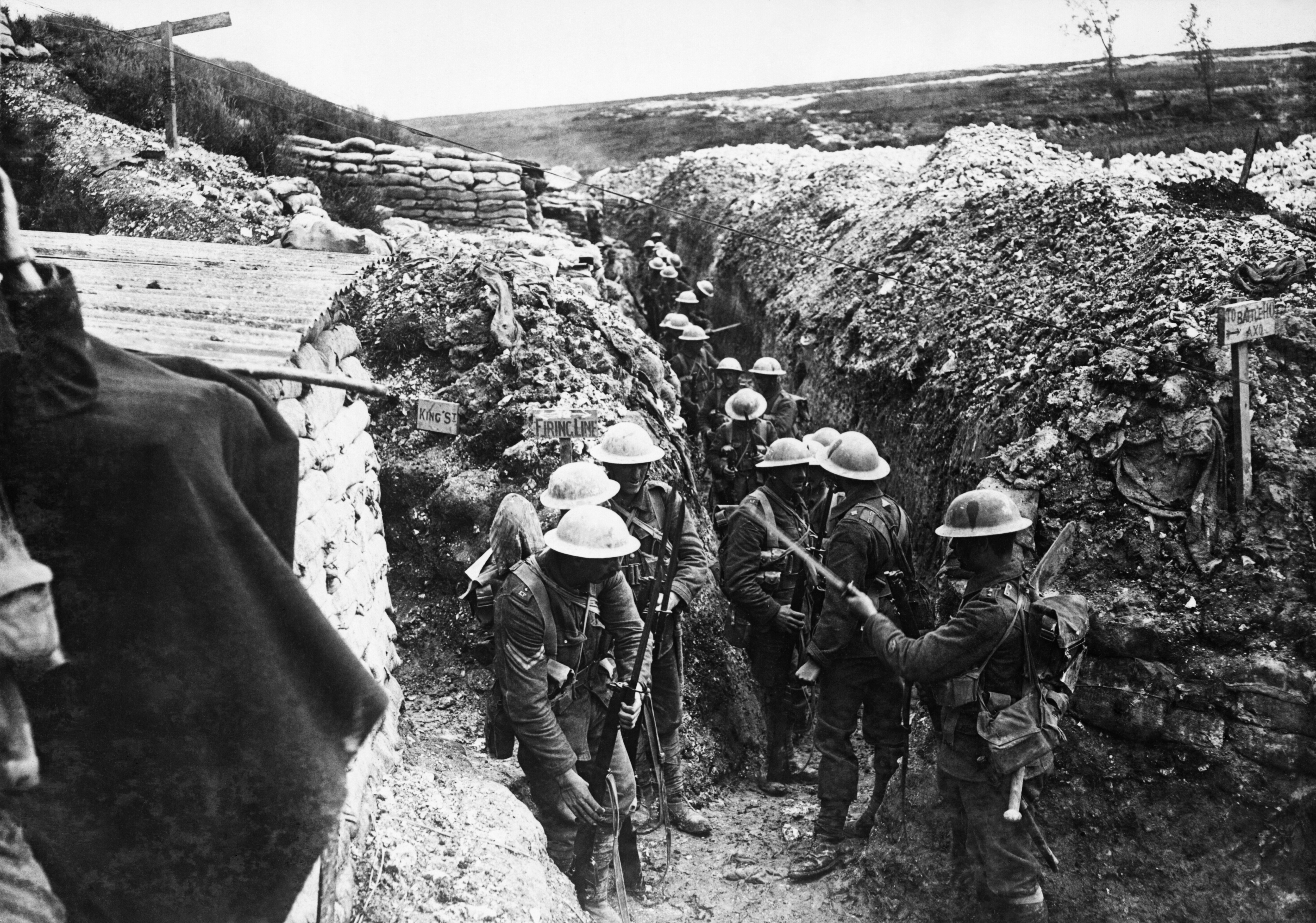
Полк фузілерів, Битва на Соммі, 1916 рік, Західний фронт

Транше́йна війна́, або позиці́йна війна́ — війна, в якій збройна боротьба ведеться переважно на суцільних, відносно стабільних фронтах з глибокоешелонованою обороною. Як правило, характеризується високою щільністю військ і розвиненим інженерним забезпеченням позицій.

## Основні напрямки
Під час ведення позиційної війни військово-політична і стратегічна обстановка залишаються стабільними впродовж тривалого часу. Військові дії з обох сторін послідовні і малорезультативні, наступальні операції неефективні, і навіть при сприятливому завершенні призводять до обмежених результатів. Стратегічною метою позиційної війни стає демографічне і економічне виснаження супротивника.
Перехід до позиційної війни пояснюється нездатністю (при існуючому балансі сил і рівні розвитку зброї та військової техніки) обох сторін здійснювати прориви оборони суперника або розвивати тактичні прориви в оперативні.
Характерним прикладом позиційної війни можуть служити бойові дії в Першу світову війну на західному фронті з кінця 1914 року і на східному фронті з кінця 1915 року.